# Tasiocera liliputana
Tasiocera liliputana är en tvåvingeart som först beskrevs av Alexander 1934.  Tasiocera liliputana ingår i släktet Tasiocera och familjen småharkrankar. Inga underarter finns listade i Catalogue of Life.